# Leptostromella hysterioides
Leptostromella hysterioides är en svampart som först beskrevs av Elias Fries, och fick sitt nu gällande namn av Pier Andrea Saccardo 1884. Leptostromella hysterioides ingår i släktet Leptostromella, divisionen sporsäcksvampar och riket svampar.   Inga underarter finns listade i Catalogue of Life.